# Gabinet Chestera Arthura
Gabinet Chestera Arthura – powołany i zaprzysiężony w 1881, po śmierci prezydenta Jamesa Garfielda.

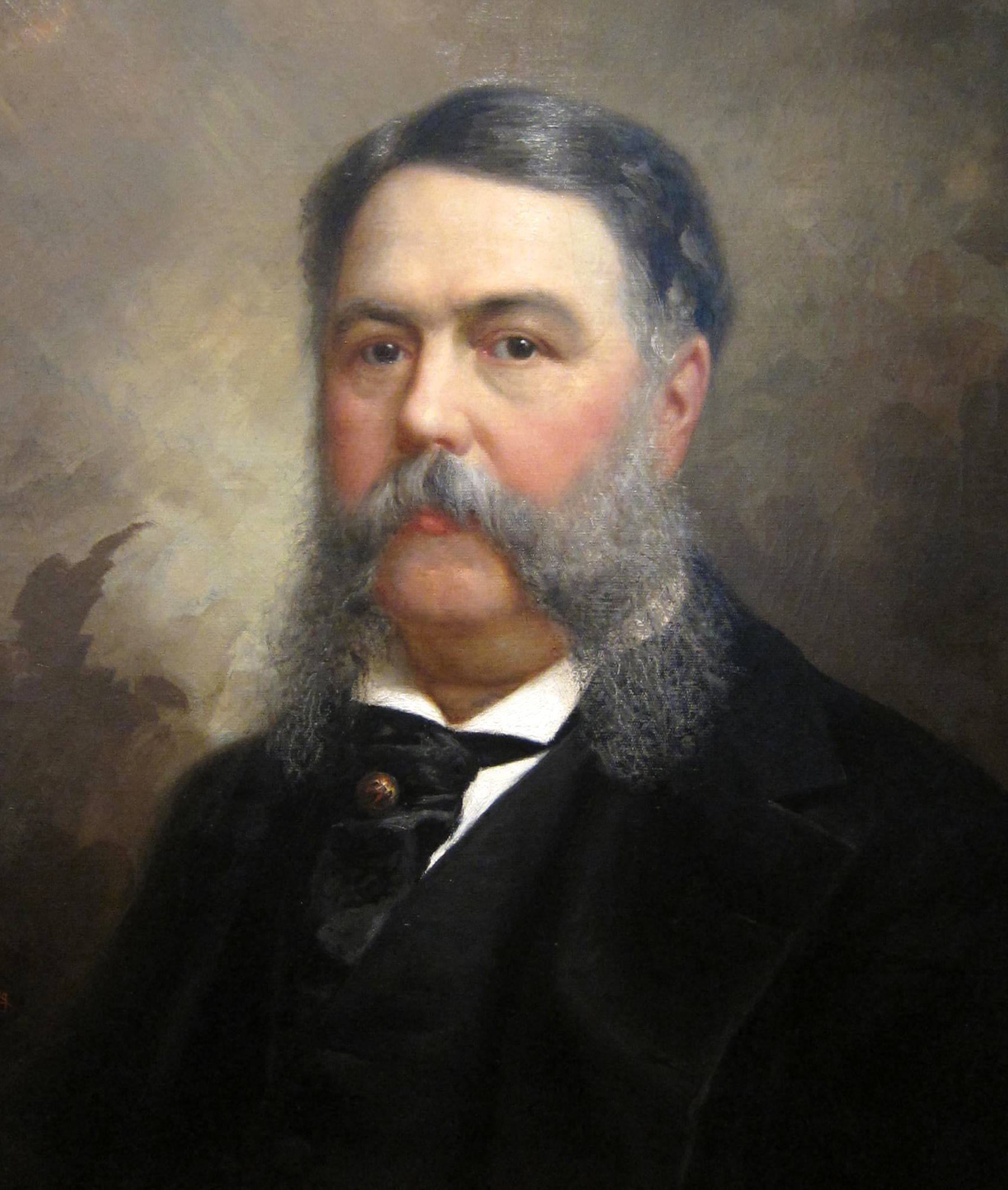

| Departament/Funkcja            | Imię i nazwisko                                                    | Kadencja                                 |
| ------------------------------ | ------------------------------------------------------------------ | ---------------------------------------- |
| Prezydent                      | Chester Alan Arthur                                                | 1881 – 1885                              |
| Wiceprezydent                  | wakat                                                              | 1881 – 1885                              |
| Sekretarz stanu                | James Blaine Frederick T. Frelinghuysen                            | 1881 1881 – 1885                         |
| Sekretarz skarbu               | William Windom Charles J. Folger Walter Q. Gresham Hugh McCulloch  | 1881 1881 – 1884 1884 1884 – 1885        |
| Sekretarz wojny                | Robert Todd Lincoln                                                | 1881 – 1885                              |
| Prokurator generalny           | Wayne MacVeagh Benjamin H. Brewster                                | 1881 1881 – 1885                         |
| Dyrektor Generalny Poczty      | Thomas Lemuel James Timothy O. Howe Walter Q. Gresham Frank Hatton | 1881 1881 – 1883 1883 – 1884 1884 – 1885 |
| Sekretarz marynarki            | William H. Hunt William E. Chandler                                | 1881 – 1882 1882 – 1885                  |
| Sekretarz zasobów wewnętrznych | Samuel J. Kirkwood Henry M. Teller                                 | 1881 – 1882 1882 – 1885                  |